# Beverly Baker
Beverly Baker Fleitz (* 13. März 1930 in Providence, Rhode Island; † 29. April 2014 in Long Beach, Kalifornien) war eine US-amerikanische Tennisspielerin. 

## Karriere
Im Alter von elf Jahren begann Beverly, von ihrem Vater Frank Baker trainiert, auf öffentlichen Tennisplätzen zu spielen. 
Während ihrer gesamten Karriere spielte sie nur sechs Mal bei Grand-Slam-Turnieren außerhalb der USA mit und erreichte mit Rang drei ihre beste Platzierung in der Weltrangliste. 1955 erreichte Baker bei den Wimbledon Championships das Finale, in dem sie aber Louise Brough in zwei Sätzen mit 5:7, 6:8 unterlag. Im selben Jahr gewann sie mit ihrer Landsfrau Darlene Hard die Konkurrenz im Damendoppel bei den französischen Tennismeisterschaften (heute French Open) in Paris. Sie besiegten Shirley Bloomer und Patricia Ward Hales in drei Sätzen mit 7:5, 6:8, 13:11. Dieser blieb ihr einziger Erfolg bei Grand-Slam-Turnieren. 
Nach einigen Turniersiegen auf der Damentour trat Beverly Baker 1959 endgültig vom aktiven Tennissport zurück. 

## Privatleben
Ihre erste, 1948 geschlossene Ehe mit dem von Skandalen umwitterten Schauspieler Scotty Beckett hielt nur fünf Monate. 1951 heiratete sie John Fleitz, diese Ehe hielt bis zu seinem Tod im Jahre 2011. Sie hatten fünf Kinder.